# Mi gran noche (pel·lícula)
Mi gran noche és una pel·lícula còmica espanyola que es va estrenar en primícia al Festival Internacional de Cinema de Toronto de 2015 i fou exhibida al cinema el 23 d'octubre de 2015 a Espanya. És dirigida per Álex de la Iglesia i protagonitzada per Raphael, Mario Casas, Pepón Nieto, Blanca Suárez i Carlos Areces.

## Argument
José (Pepón Nieto) és enviat per la ETT de figurant a un pavelló industrial als afores de Madrid per a treballar en l'enregistrament d'una gala especial de Nit de cap d'any, en ple octubre. Centenars de persones com ell porten setmana i mitja tancats dia i nit, desesperats mentre fingeixen riure, celebrant estúpidament la falsa vinguda de l'any nou, una vegada i una altra. Alphonso (Raphael), l'estrella musical, és capaç de tot per a assegurar-se que la seva actuació tindrà la màxima audiència. Adanne (Mario Casas), el seu antagonista, jove cantant llatí, és assetjat per les fanes que volen fer-li xantatge. Els presentadors del programa s'odien, competint entre si per a guanyar-se la confiança del productor, que lluita per impedir el tancament de la cadena. Però el que ningú espera és que la vida d'Alphonso corri perill. Mentre riuen i aplaudeixen sense sentit les actuacions, el nostre protagonista s'enamora de la seva companya de taula, Paloma (Blanca Suárez).

## Repartiment
| Actor o Actriu          | Personatge Interpretat     |
| ----------------------- | -------------------------- |
| Raphael                 | Alphonso                   |
| Mario Casas             | Adanne                     |
| Pepón Nieto             | José Díaz Martiño          |
| Blanca Suárez           | Paloma                     |
| Carlos Areces           | Yuri                       |
| Luis Callejo            | Paco, el regidor           |
| Jaime Ordóñez           | Óscar García               |
| Hugo Silva              | Roberto                    |
| Carolina Bang           | Cristina                   |
| Carmen Machi            | Rosa                       |
| Carmen Ruiz             | Amparo                     |
| Santiago Segura         | José Luis Benítez Quintana |
| Enrique Villén          | Soriano                    |
| Terele Pávez            | Dolores Martiño Sepúlveda  |
| Marta Guerras           | Sofía                      |
| Marta Castellote        | Lourdes                    |
| Ana Polvorosa           | Yanire                     |
| Luis Fernández "Perla"  | Josua                      |
| Antonio Velázquez       | Antonio                    |
| Tomás Pozzi             | Perotti                    |
| Toni Acosta             | María                      |
| Ignatius Farray         | Guionista                  |
| Lucía de la Fuente      | Maquilladora               |
| Eduardo Casanova        | Figurant                   |
| Jonás Berami            | Figurant                   |
| Andoni Agirregomezkorta | Figurant                   |
| Daniel Guzmán           | Policia Municipal          |
| Enrique Martínez        | Vestuari 1                 |
| Alberto Chaves          | Persona                    |

## Premis
30a edició dels Premis Goya
| Categoria                  | Nominats                                              | Resultat |
| -------------------------- | ----------------------------------------------------- | -------- |
| Millor direcció artística  | Arturo García “Biaffra” José Luis Arrizabalaga “Arri” | Nominada |
| Millor so                  | David Rodríguez, Nicolás de Poulpiquet Sergio Bürmann | Nominada |
| Millor disseny de vestuari | Paola Torres                                          | Nominada |
| Millor efectes especials   | Curro Muñoz Juan Ramón Molina                         | Nominada |

3a edició dels Premis Feroz
| Categoria                    | Persona        | Resultat  |
| ---------------------------- | -------------- | --------- |
| Millor comèdia               | Millor comèdia | Nominada  |
| Millor actor de repartiment  | Mario Casas    | Guanyador |
| Millor actriu de repartiment | Blanca Suárez  | Nominada  |
| Millor tràiler               | Millor tràiler | Nominada  |